# 切斯特納特格羅夫 (肯塔基州)
切斯特納特格羅夫（英語：Chestnut Grove）是位於美國肯塔基州謝爾比縣的一個非建制地區。

## 地理
切斯特納特格羅夫所處的海拔為高於海平面245米（即804英呎），而該地所採用的時區為UTC-5，即北美東部時區（EST）。同時該地設有夏令時間，為UTC-5調快一小時，即UTC-4（EDT）。